# Juan Núñez de Prado
Juan Núñez de Prado   (Badajoz, 1515 (Gregorià) - 1557) Juan Núñez de Prado va ser un militar i conqueridor espanyol, primer governant colonial del Tucumán entre 1549 i 1553. Va fundar la ciutat d'El Barco en 1550, a la qual va traslladar en dues oportunitats.

## Biografia

### Origen familiar i joventut
Juan Núñez de Prado va néixer cap el 1515 a Badajoz, de la llavors Extremadura lleonesa del Regne de Lleó, que formava part de la llavors Corona de Castella, sent fill de Bernardino de Prado i de Francisca de Guevara.

### Arrivada al Perú i guerres civils
Va passar al Perú en els primers anys de la dècada del 1540, i es va radicar a La Plata (actual Sucre). Partidari dels Pizarro, va participar en les guerres civils prenent part en el bàndol d'aquests. Va ser maestre de camp del capità Juan de Acosta i va participar en la sagnant batalla d'Huarina el 1547.
Abans de 1548, va ser nomenat alcalde de les mines de Potosí, que era un important càrrec que el virrei del Perú atorgava només a persones principals i de molta responsabilitat moral, ja que tindria al seu càrrec aquell famós turó, els quantiosos béns de la Corona Espanyola, vigilava la seguretat, cobrava els impostos, jutjava els plets locals i els seus errors eren apel·lables únicament per la Reial Audiència de Lima. Tenia un sou de 1500 pesos. La seva eficient actuació en aquest càrrec li va fer guanyar un bon prestigi.
En l'esmentada batalla d'Huarina, va guanyar prestigi militar a l'exèrcit i davant els seus caps, tant que el 1548, abans de la batalla de Jaquijaguana, va ser assignat a l'avantguarda, al sector més perillós, que tenia la responsabilitat de controlar i impedir als soldats del rei el pas del riu Apurímac.
Poc abans d'aquesta batalla i mentre exercia el seu càrrec, va abandonar les hosts de Gonzalo Pizarro i es va passar al bàndol lleial al rei amb gran part de les seves tropes. En aquesta oportunitat, li va rebel·lar al governant interí peruà Pedro de la Gasca les estratègies militars que empraria Gonzalo Pizarro en aquella batalla. La informació proveïda per Núñez dels moviments de l'altre costat del riu i tenint en compte de qui venia, va provocar que La Gasca i Valdivia modifiquessin a temps i adequadament la seva estratègia militar, el que es va traduir en un èxit militar.
Acabada la contesa pizarrista, el capità Núñez de Prado va anar a viure de nou a l'Alto Perú, a la ciutat de Charcas o La Plata (actualment Sucre). Com el triomf de les forces reials va ser complet a la batalla de Jaquijaguana, en premi als seus valuosos serveis, La Gasca li va concedir el dret a conquerir la província que estava a l'altre costat de les Serres Nevades i que els habitants d'ella denominaven el Tucma o Tucumán (territori de l'actual Argentina).
En 1549, Núñez de Prado va rebre de La Gasca, el grau de Capità General i Justícia Major de la Província del Tucumán, Juríes i Diaguitas, juntament amb la comissió de poblar allí una ciutat.
Una vegada que havia estat nomenat i després d'haver rebut instruccions de La Gasca per a tal missió, Núñez de Prado es va dedicar a organitzar la seva expedició. Per això va haver de fer importants aportacions econòmiques per pagar totes les despeses, armes, cavalls, queviures, per un total de 50.000 pesos or; va comptar amb el suport d'amics de La Plata.
Després de reunir uns 70 voluntaris (altres autors afirmen 84), va designar com el seu maestre de camp a Juan de Santa Cruz, i com a capellà al dominic fra Alonso Trueno. Per a cap del servei religiós de la població a fundar va designar a fra Gaspar de Carvajal, que més tard seria provincial de Santo Domingo, a Lima. D'aquests 70 espanyols, 28 havien estat en l'entrada de Diego de Rojas, de manera que coneixien el camí.
De La Plata van anar a Potosí, on se li van sumar alguns altres homes. L'abril del 1550, quan tot just van cessar les pluges torrencials d'estiu, van partir cap al sud. Núñez de Prado va disposar que el capità Miguel de Ardiles, experimentat conqueridor que va acompanar-lo en la seva entrada anterior a Diego de Rojas, partís primer amb destí cap Humahuaca, pel camí de l'inca, al comandament de 30 homes i d'uns indígenes amics. En un segon grup aniria ell, que li seguiria un tercer grup dirigit per Juan de Santa Cruz, que sortiria una vegada que pogués completar la quantitat d'homes necessaris. Es seguiria la mateixa ruta que van seguir Diego de Almagro i Diego de Rojas.

### La conquesta del Tucumán: fundació d'El Barco
A l'ingressar en l'actual territori de Jujuy, Núñez de Prado va haver de combatre els indígenes omaguaques, després va passar a les Valls Calchaquíes on van ser rebuts pacíficament i amablement pels naturals de l'indret. Després van continuar i van penetrar en les serralades del Tucumán amb nombroses dificultats.
El 29 de juny de 1550 va arribar al riu Escaba (situat als voltants on quinze anys després es fundaria la ciutat de San Miguel de Tucumán en el seu primer emplaçament) i després d'analitzar el lloc, va resoldre fundar allí una ciutat que va anomenar El Barco (en l'actual ubicació de la ciutat de Monteros) en honor de La Gasca, qui havia nascut a El Barco de Ávila (Espanya). Aquella ciutat que s'havia fundat, representava el primer assentament espanyol en territori tucumà.
Com ho manaven les lleis de llavors, va repartir els solars entre els seus soldats, va nomenar autoritats del Cabildo, i va ordenar la construcció d'un fortí per protegir l'assentament de les escomeses dels calchaquíes que atacaven freqüentment per defendre el seu territori.
En 1551, el governador Núñez de Prado va enviar els seus capitans Miguel de Ardiles, Pedro de Vilareal, Juan Gregorio Bazán i Luis Torres a conquerir el territori assignat, tenint altres enfrontaments amb els indígenes, els que òbviament es resistien a la presència d'aquests estranys.
Sembla que l'emplaçament d'aquesta ciutat d'El Barco I no va ser l'ideal, ja que no oferia garanties de salubritat ni de seguretat; tant va ser així que al poc temps es va optar per traslladar-la cap a un altre lloc. Un cop instal·lats, Núñez (junt amb Martín de Renteria i Buenaventura Costilla), van efectuar exploracions per la zona. En aquesta oportunitat van ser ben rebuts pels aborígens i els van demanar que col·loquessin creus de fusta a l'entrada de la seva toldería. Això significava que si venien altres espanyols, sabrien que eren amics i no els molestarien. Van tornar el 25 d'octubre a El Barco.

### Conflicte amb Villagra

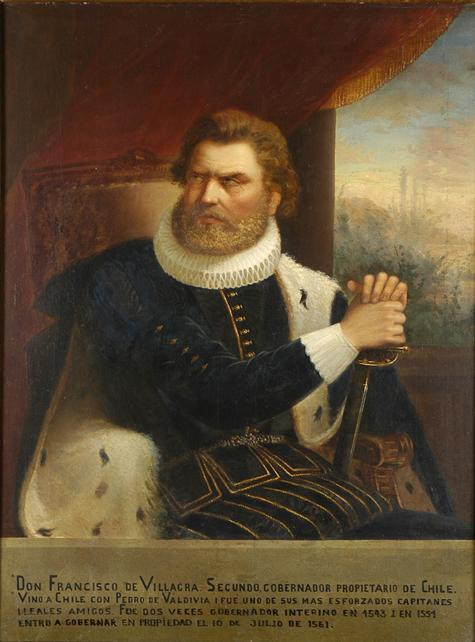
Francisco de Villagra

Dies més tard va sortir novament Núñez de Prado rumb cap a la zona de Tuama (o Tohamagasta), on va prendre coneixement que un grup de soldats espanyols anaven per la seva jurisdicció matant i saquejant als pobles originaris que ell prèviament havia contactat. Era Francisco de Villagra i els seus homes.
Molest per aquesta situació en la creença que eren uns pocs, la nit del 10 de novembre Núñez va intentar assaltar el campament de Villagra, però es va adonar que eren més de cent soldats, pel que va haver de fugir i va tornar a El Barco. Villagra el va perseguir i quan estava a unes tres llegües de la ciutat, van sortir els seus veïns i autoritats a sol·licitar-li que oblidés el que havia passat. Entre els que van intervenir van estar els sacerdots Trueno i Carvajal.
Davant aquesta situació, la majoria numèrica dels soldats de Villagra i la seva imposició sobre que El Barco es trobava en jurisdicció de Xile (dins de les 100 llegües comptades des de l'oceà Pacífic), Núñez de Prado es va veure obligat a cedir. Va haver de signar una acta en la qual expressament reconeixia que estava dins de la jurisdicció de la Governació de Xile i que Pedro de Valdivia era el seu governador. Quedava llavors Núñez com un simple tinent de governador i com a dependent de Xile.
Amb aquest triomf, Villagra va tornar a Xile a informar Valdivia. Certament que abans de marxar va prendre tretze homes més de Núñez de Prado, el seu equipament i queviures. I en un acte de vandalisme van destruir les sementeres, tallant les plantes amb les espases.

### Trasllats d'El Barco
Un o dos mesos després, Núñez de Prado va reunir el Cabildo de la ciutat d'El Barco I i amb el seu exprés suport, va renunciar al títol de tinent de governador de Valdivia que Villagra li havia imposat, va revalidar el nomenament de La Gasca, va tornar a assumir com a capità general i va decidir mudar de lloc la ciutat per sortir de la jurisdicció de Xile i apropar-se al Perú. També eren altres arguments la manca d'aliments i recursos. Hi havia per llavors a El Barco uns noranta espanyols, i tots van signar per unanimitat. Abans del trasllat, va fer executar a la forca a l'alcalde Hernán Cortés de Carvajal, qui s'havia rebel·lat perquè no acceptava aquesta mudança.
A finals de maig o juny de 1551, va traslladar la ciutat a nord-oest, i la va radicar a les valls calchaquíes, al costat de riu Calchaquí, probablement a la banda de l'actual poble de San Carlos. Es van conservar les mateixes autoritats i cabildants i la mateixa traça que l'anterior ciutat.
No obstant això, els oïdors de la Reial Audiència de Lima no estaven d'acord amb el lloc triat per a El Barco II, i al juny de 1552 van ordenar a Núñez de Prado que traslladés la ciutat més a sud, cap a la regió dels juries. A això es va sumar que els calchaquíes de la zona eren molt bel·licosos i que escassejaven els aliments. Per poder dur a terme aquesta ordre de trasllat, Núñez de Prado va haver d'ordenar la mort de dos dels seus homes, Antón de Luna i Alonso de Arco, que es van oposar enèrgicament al trasllat i van ser penjats a la plaça.
Després de vuit mesos de romandre en la segona ubicació (El Barco II), ben allunyats dels límits jurisdiccionals pretesos per Valdivia, entre maig i juny de 1552 van marxar a on és avui la província de Santiago del Estero, i sobre la marge del riu Dulce, va instal·lar la ciutat d'El Barco III. Aquesta mudança va ser dura, van haver de traslladar tots els estris, alguns en cavalls i altres sobre les seves espatlles. La marxa va ser extenuant, de no més de dues llegües per dia, fins que van arribar al riu Dulce i es van instal·lar per tercera vegada. En aquest assentament també van seguir les mateixes autoritats.

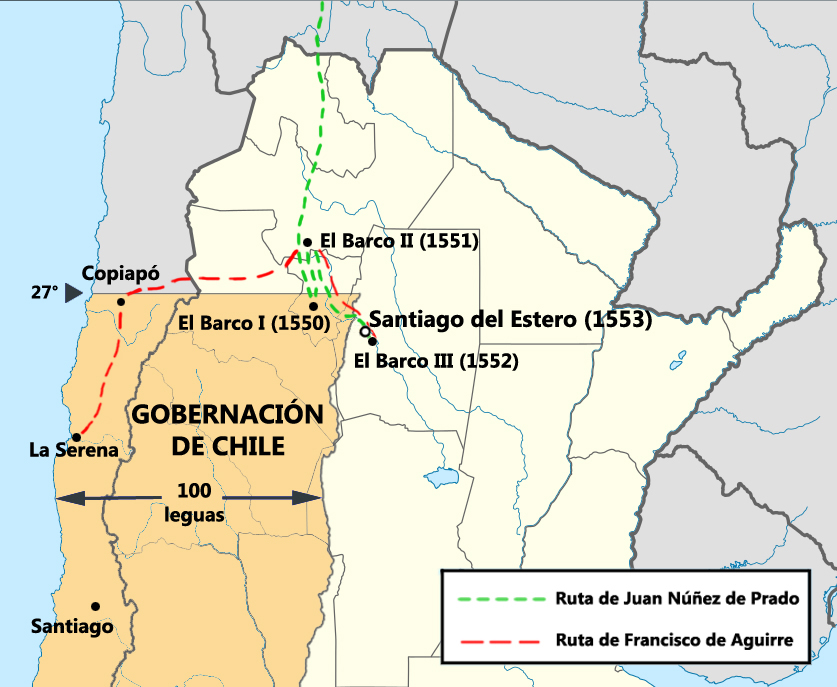
Situació geogràfica dels tres assentaments de la ciutat El Barco. El Barco (I), fundada per Juan Núñez de Prado el 1550, es trobava dins de la jurisdicció de la Governació de Xile, pel que va ser traslladada en 1551 (El Barco II). A l'any següent, per ordre de la Reial Audiència de Lima, es va traslladar novament més cap al sud, a l'actual territori de la província de Santiago del Estero (El Barco III). El 1553, Francisco de Aguirre va prendre El Barco (III) i va usurpar el poder, traslladant-la cap a una nova ubicació i donant-li el nom de Santiago del Estero del Nuevo Maestrazgo

Posteriorment, Núñez de Prado es va dedicar a aixecar padrons de pobles aborígens, i al començament de 1553 es va anar a explorar les regions de Catamarca i La Rioja, especialment molt interessat en les mines de Famatina.

### Conflicte amb Aguirre

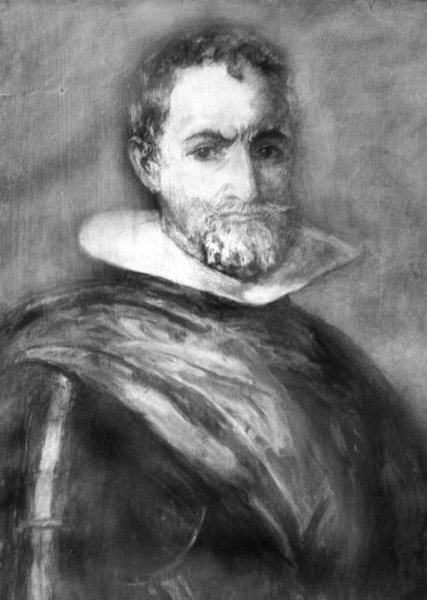
Capità Francisco de Aguirre

Com a Xile no es tenien notícies de Núñez de Prado, a qui el consideraven el seu tinent de governador, Valdivia va prendre la decisió de destituir-lo, i en el seu lloc va designar a un home de la seva total confiança, el capità Francisco de Aguirre. Va sortir de Copiapó al novembre de 1552, va creuar els Andes i va arribar al començament de 1553 al lloc on estava situat El Barco II, que va trobar deshabitat. Seguint les petjades i informes dels indígenes, va seguir cap al territori dels juries, i després d'un mes de recerca finalment va trobar la ciutat.
Aguirre va arribar a El Barco III el 20 de maig de 1553 i va ingressar de nit, per sorpresa, i es va apoderar d'ella sense cap dificultat, ja que Núñez de Prado es trobava en aquest moment explorant noves terres a la vall de Famatina. Aguirre va procedir a capturar a les autoritats i va desarmar a tots els homes.
Al tornar Núñez de Prado a la ciutat, també va ser fet presoner, encadenat, i enviat a Xile, juntament amb altres homes, entre ells Miguel de Ardiles i Garci Sánchez. Els sacerdots Trueno i Carvajal van ser deportats cap a Perú, juntament amb altres vint persones. Després d'això, Aguirre va procedir a fer una nova elecció d'autoritats, fent-se proclamar com el substitut legal de Núñez de Prado.
El Barco III va ser traslladada una altra vegada, a poques llegües, i rebatejada amb el nou nom de «Santiago del Estero del Nuevo Maestrazgo» (l'actual ciutat argentina coneguda com a Santiago del Estero), la primera ciutat de fundació hispànica en sòl argentí que encara persisteix. Molts dels acompanyants de Juan Núñez de Prado sumats als que acompanyaven Francisco de Aguirre van ser els primers veïns de Santiago del Estero, i van constituir els caps de les famílies criolles més antigues de l'actual República Argentina.

### Núñez apel·la a l'Audiència de Lima
Estant pres a Xile, Núñez de Prado va apel·lar davant el virrei de Perú, i per mandat dels oïdors de l'Audiència va ser enviat a Lima. Sotmès a procés a la capital del Virregnat, va interposar recurs davant la Reial Audiència d'aquesta ciutat en contra de Valdivia i Aguirre. Aquest tribunal el va jutjar, li va donar la raó i el va alliberar. Li va aprovar i va confirmar totes les actuacions, i va recuperar el càrrec de governador de la província, de què Aguirre l'havia destituït mitjançant Reial Provisió del 13 de febrer de 1555:
| « | Convé que aquest capità Juan Núñez de Prado, torni a governar i administrar com abans ho solia fer, la ciutat d'El Barco que ell va fer poblar en aquesta província del Tucumán i els altres pobles d'espanyols i indis, terra i termes que tenia poblada i conquerida a la província del Tucumán, Juríes i Diaguites, al temps que va sortir d'elles. I posant en efecte, vist pel president i oïdors de la nostra Audiència, va ser acordat que havíem de donar aquesta nostra carta en aquesta raó. I per això enviem a Consell, Justícia i regiment de la ciutat d'El Barco, que rebin del capità Juan Núñez de Prado i dels seus lloctinents el jurament que en tal cas es requereix. I manem a tots els Cabildos de totes les ciutats i viles de les províncies de Xile, d'aquests regnes i províncies del Perú, Tucumán, Juríes i Diaguitas, que no impedeixen ni destorbin a aquest capità en l'exercici del seu càrrec; ni el molestin ni el pertorbin, sota pena de ser tinguts per traïdors i altres penes establertes per les lleis. I manem que el capità Juan Núñez de Prado administri la ciutat d'El Barco i les altres terres que tenia a la província del Tucumán. | » |

### Últims anys i mort
No obstant això, Núñez no va poder tornar a la seva ciutat fundada, ni per ell mateix ni per mitjà d'un representant, lloctinent o apoderat. L'any 1555 va desaparèixer de la història. Els historiadors donen diverses versions sobre els seus últims anys i la seva mort:
- Núñez va tornar a Espanya i va morir allà. Això es basa en el fet que ell va manifestar que desitjava anar a Espanya a «besar els peus de La seva Majestat». També volia deixar els seus negocis en ordre i per això va emetre alguns documents a Lima entre els mesos de febrer i abril de 1557, del text dels quals podrien sugerir que ja no estava interessat a tornar per fer-se càrrec de govern del Tucumán i que efectuaria un viatge a Espanya.[8][9][10]

- Núñez es va quedar a Xile i va ser mort per sicaris d'Aguirre. Aquesta tesi indica que després del seu triomf jurídic a Lima, Núñez de Prado es va traslladar a Santiago de Xile. Sosté que Francisco d'Aguirre i / o la seva gent li van impedir el pas per la Serralada; seus enemics el van assassinar.[11] També s'afirma que Núñez de Prado va ser raptat pels fills d'Aguirre i tancat en les seves masmorres durant onze anys al nord de Xile.[12]
- Altres versions. Altres tesis diuen que Núñez de Prado va morir inesperadament; o que havia empobrit i no tenia mitjans per tornar a Santiago del Estero.

## Personalitat
Quan va ser enviat a conquerir el Tucumán, La Gasca el va qualificar com a home prudent, just i valerós. Abans de la seva designació, el governant va consultar i van ser diverses les persones notables de Charcas, que li van escriure suggerint el seu nom perquè confiés i el designés capità per anar a poblar la regió del Tucumán.

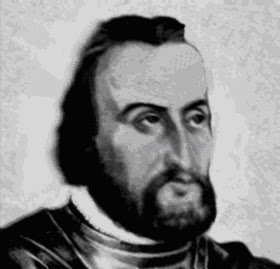
Capità Juan Núñez de Prado
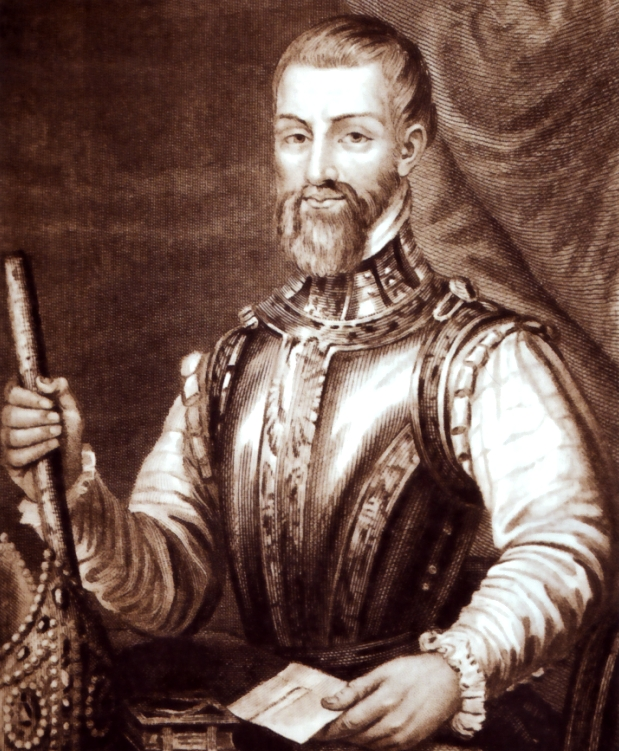
Pedro de La Gasca

Altres autors, que van ser més durs amb ell, donen a entendre que era un covard i mancat d'energia i constància. Roberto Levillier creu que no tenia les condicions naturals de líder, li deien tosc, ferotge i amic de les tafaneries.
En canvi, Pedro Lozano parla de la seva moderació, persona de molta qualitat, de valor i prudència, i de que em de lloar sempre el seu zel. Segons els primers cronistes, Núñez de Prado era una persona de molta qualitat, de valor, de prudència i molt diligent. Un altre va dir que Núñez era un home assenyat, tingut de bondat.
Christensen sosté que una de les coses més inexplicables és l'obstinació que demostren alguns escriptors en denigrar Núñez de Prado, donant una interpretació capciosa i torta a quant feia; «Indubtablement aquella no era una època per a homes bons, rectes, justos i humanitaris, sinó per cruels i sense ànima que no reconeixien més dret que la força bruta i la seva pròpia voluntat».
Lafone Quevedo afirma que els primers conqueridors no eren àngels, però, si hi va haver entre ells algun que es podia considerar com a tal era precisament Núñez de Prado. En tota la documentació coneguda es destacava la seva figura com la d'un home simpàtic i humanitari. Avui ens el presenten els amics d'Aguirre com un home cruel i mal volgut.

## El seu llegat

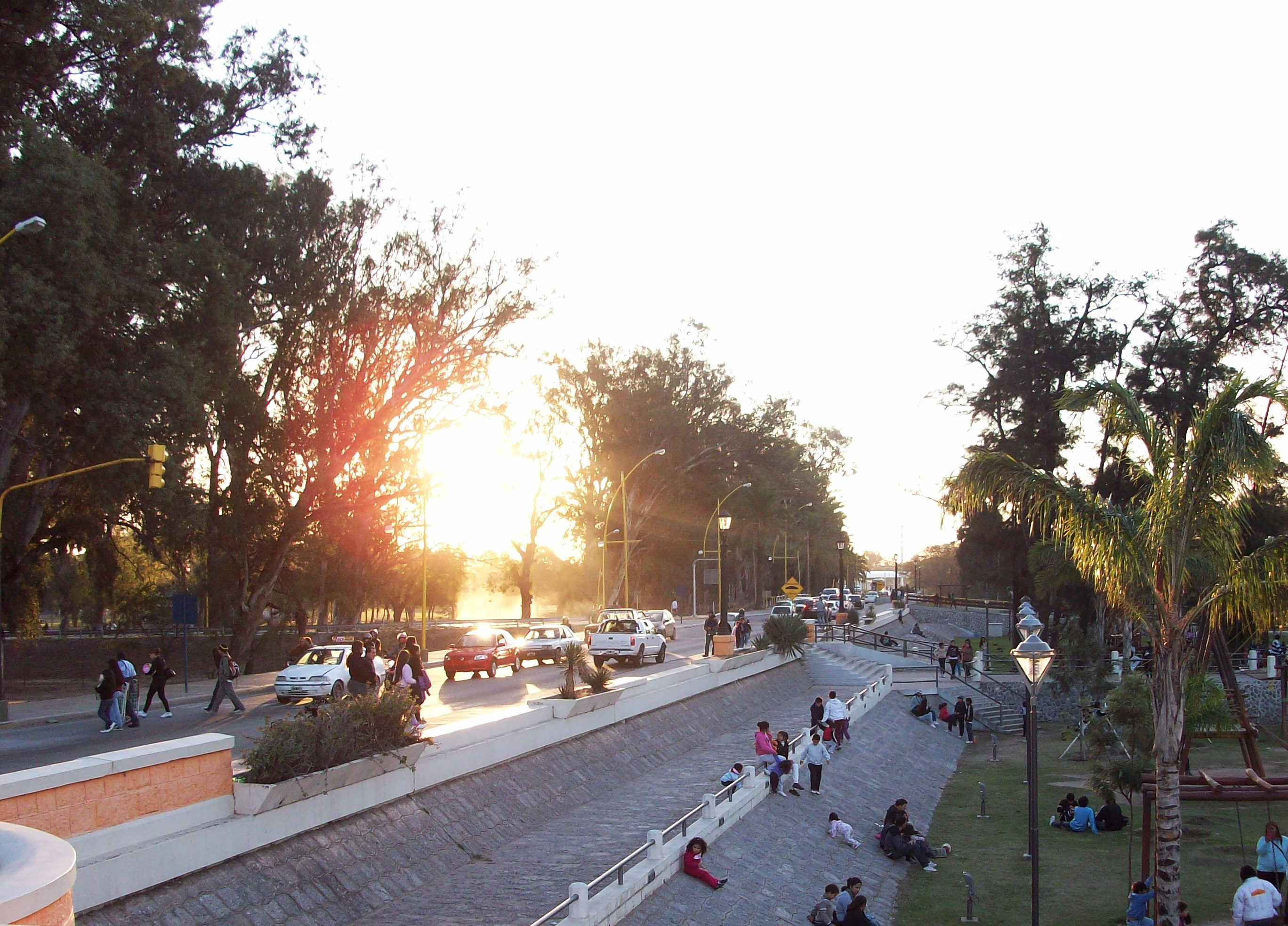
Avinguda Núñez de Prado a la ciutat de Santiago del Estero, Argentina

S'ha de reconèixer a Juan Núñez de Prado el mèrit d'haver recorregut infatigablement les terres dels diaguites, els lules i els jurís subjectant als naturals d'aquests llocs. A més, va explorar i descobrir les mines de Famatina. Va ser un enemic de l'ociositat. Totes excursions van servir més tard per orientar la política colonitzadora espanyola, portant-se altres conqueridors els mèrits i glòries de la seva conquesta.
A mitjan el segle xx, va existir un debat sobre qui va ser el fundador de la ciutat de Santiago del Estero, disputa que va tenir com a protagonistes a Núñez de Prado i Francisco de Aguirre. Això es basa en el fet de traslladar una ciutat, com ho va fer Aguirre, és absolutament diferent que fundar-la. La fundació exclou sempre l'existència prèvia de la ciutat que sempre la translació pressuposa. És per això que certs autors han assegurat que «Núñez de Prado és el fundador d'El Barco I el 1550, que jurídicament i històricament és la mateixa ciutat de Santiago del Estero de l'actualitat».
Suport d'aquesta tesi són les provances dels conqueridors, fent referència al fet que «Núñez de Prado va fundar El Barco, que després es va anomenar Santiago del Estero». També aquest argument se sosté en el fet que moltes ciutats hispanes fundades durant l'època de la conquesta, van canviar de lloc i fins i tot de nom, com el cas de Santiago del Estero. Així per exemple, Lima va ser abans la ciutat «Los Reyes», l'actual Sucre va ser primer «La Plata», després «Charcas» i posteriorment «Chuquisaca,» entre altres casos. Pel que fa als canvis de lloc, Córdoba va estar primer al marge dreta del riu Suquía i es va traslladar després un quart de llegua, sobre la marge esquerre; San Miguel de Tucumán es va moure cap al nord, entre altres casos. Totes aquestes ciutats nomenades van conservar als seus primitius i respectius fundadors.
No obstant això, un dictamen de l'Acadèmia Nacional de la Història de la República Argentina del 12 d'agost de 1952 va certificar que la ciutat de Santiago del Estero va ser fundada el 25 de juliol de 1553 pel conqueridor espanyol Francisco de Aguirre. Com a arguments d'aquest dictamen, els membres de l'acadèmia van considerar que la ciutat de Santiago del Estero va ser un nou centre de civilització i, es digui trasllat o metamorfosi dels anteriors, era independent d'ells i sotmès a una jurisdicció diferent, comença un nou període polític, té nous veïns i noves encomanes.
Finalment, un decret del Poder Executiu de la província de Santiago del Estero, amb data 10 de novembre de 1952 i signat pel llavors governador Francisco J. González, va establir el 25 de juliol de 1553 com a data de fundació de la ciutat de Santiago del Estero, assenyalant al conqueridor, Francisco de Aguirre, com el seu fundador. Aquest decret es va basar en el dictamen de l'Acadèmia Nacional d'Història detallat anteriorment.